# Leptogenys khaura
Leptogenys khaura är en myrart som beskrevs av Bolton 1975. Leptogenys khaura ingår i släktet Leptogenys och familjen myror. Inga underarter finns listade i Catalogue of Life.